# (28488) Gautam
(28488) Gautam est un astéroïde de la ceinture principale d'astéroïdes.

## Description
(28488) Gautam est un astéroïde de la ceinture principale d'astéroïdes. Il fut découvert le 5 février 2000 à Socorro (Nouveau-Mexique) par le projet LINEAR. Il présente une orbite caractérisée par un demi-grand axe de 2,30 UA, une excentricité de 0,05 et une inclinaison de 9,2° par rapport à l'écliptique.

## Compléments